# Municipio de Winton
El municipio de Winton (en inglés: Winton Township) es un municipio ubicado en el  condado de Hertford en el estado estadounidense de Carolina del Norte. En el año 2010 tenía una población de 4.441 habitantes.

## Geografía
El municipio de Winton se encuentra ubicado en las coordenadas 36°22′51.56″N 76°56′50.85″O / 36.3809889, -76.9474583.